# 王才人 (唐高祖)
王充媛（596年—662年9月30日），唐朝妃嬪。出自太原王氏，曾祖父为北周武安郡公、熊州穀州刺史、延安郡总管王震，祖父王祥是北周隆康郡公、殿中将军、骠骑大将军，父亲王静是隋朝朝散大夫。唐高祖李渊的才人。

## 生平
隋文帝开皇十六年王氏出生。
王氏选入唐高祖后宫，被封为才人，生高祖十二子李元则。
武德四年（621年），李元则封荆王。唐太宗贞观十年（636年），李元则封彭王，二月二十日，唐太宗尊王才人为彭国太妃。
唐高宗永徽二年（651年），李元则薨。
龙朔二年八月十三日（662年9月30日）后，彭国太妃王氏在雍州长安县新昌乡去世，年六十七岁。由司宗少卿监护，十一月初五日，陪葬唐献陵。